# Narodowy Pomnik Katyński w Baltimore
Narodowy Pomnik Katyński w Baltimore (ang. National Katyn Memorial in Baltimore; tytuł autorski: Flame of Freedom, pol. „Płomień Wolności”) – pomnik w Baltimore w Stanach Zjednoczonych upamiętniający ofiary zbrodni katyńskiej zamordowane wiosną 1940 roku przez radziecką policję polityczną NKWD, odsłonięty 19 listopada 2000 roku.

## Autor, lokalizacja i forma pomnika
Pomnik, którego autorem jest amerykański rzeźbiarz polskiego pochodzenia Andrzej Pityński, znajduje się na rondzie między ulicami Felicia, President i Aliceanna, przed hotelem Marriott „Waterfront”. Monument, o wysokości 20 m, ma formę wykonanej z brązu rzeźby przedstawiającej złociste płomienie, w które wkomponowane są posągi zamordowanych polskich oficerów (jeden z nich przedstawia por. Janinę Lewandowską, jedyną kobietę, która zginęła w Katyniu) oraz wybitnych postaci z historii Polski (Bolesław I Chrobry, Zawisza Czarny z Garbowa, Władysław III Warneńczyk, Jan III Sobieski, Tadeusz Kościuszko, Kazimierz Pułaski) i godło Polski. Na bazie znajduje się napis: KATYŃ 1940”. Wysokość rzeźby to ok. 13,4 m; wraz z granitowym postumentem pomnik mierzy ok. 20 m i jest jedną z najwyższych wykonanych z brązu rzeźb na Wschodnim Wybrzeżu Stanów Zjednoczonych. Odlew wykonały Gliwickie Zakłady Urządzeń Technicznych.
Prezydent RP Aleksander Kwaśniewski postanowieniem z dnia 25 października 2000 odznaczył Krzyżem Kawalerskim Orderu Zasługi Rzeczypospolitej Polskiej 12 obywateli Stanów Zjednoczonych za wybitne zasługi w realizacji Pomnika Ofiar Katynia w Baltimore.

## Historia i uroczystości
Inicjatorem uczczenia w Baltimore pamięci ofiar zbrodni katyńskiej był emerytowany oficer United States Army, major Clement A. Knefel. Pomnik został ufundowany przez Komitet Budowy Narodowego Pomnika Katyńskiego (ang. National Katyn Memorial Committee), który powstał w 1989 roku i prowadził zbiórkę środków finansowych na budowę monumentu; część funduszy pochodziła ze specjalnego grantu stanu Maryland i darowizny żydowskich organizacji charytatywnych (Associated Jewish Charities). Uroczystość wmurowania kamienia węgielnego odbyła się 29 września 1996 roku, a ceremonia odsłonięcia 19 listopada 2000 roku; uczestniczyli w niej m.in. ks. Zdzisław Peszkowski i senator Barbara Mikulski, którzy wygłosili okolicznościowe przemówienia. W 2000 roku w telewizji amerykańskiej emitowany był 60-sekundowy film Silence of Falling Leaves w reżyserii Stevena Fischera, wrażający poparcie dla idei budowy pomnika; w 2001 roku otrzymał on nominację do nagrody Emmy.
Pod Narodowym Pomnikiem Katyńskim corocznie odbywają się uroczystości upamiętniające ofiary zbrodni katyńskiej; w 2011 roku pod pomnikiem upamiętniono także ofiary katastrofy polskiego Tu-154 w Smoleńsku. W Baltimore działa Fundacja Narodowego Pomnika Katyńskiego (ang. National Katyn Memorial Foundation), powstała z przekształcenia Komitetu Budowy Pomnika; prowadzi ona działalność edukacyjną i mającą na celu upamiętnienie ofiar zbrodni.